# Ipuiúna
Ipuiúna är en kommun i Brasilien.   Den ligger i delstaten Minas Gerais, i den sydöstra delen av landet, 700 km söder om huvudstaden Brasília. Antalet invånare är 9 522.
Omgivningarna runt Ipuiúna är en mosaik av jordbruksmark och naturlig växtlighet. Runt Ipuiúna är det ganska glesbefolkat, med 38 invånare per kvadratkilometer.